# (6645) Arcetri
(6645) Arcetri (1991 AR1) – planetoida z pasa głównego asteroid okrążająca Słońce w ciągu 5,55 lat w średniej odległości 3,13 j.a. Odkryta 11 stycznia 1991 roku.